# 圈樓站
圈樓站（羅馬化：Gostiny Dvor）是聖彼得堡地鐵涅瓦－瓦西利島線的一個車站，車站開通於1967年11月3日，共有2個出口。2008年8月至2009年8月31日，車站入口電梯暫時關閉進行大修。

## 外部連結
维基共享资源上的相關多媒體資源：Gostiny Dvor metrostation